# Kalendervägen 113.D
Kalendervägen 113.D är en EP av Jens Lekman. Skivan utgavs på Service 2007 och följde med de första exemplaren av albumet Night Falls Over Kortedala.

## Låtlista
1. "Homeless" (Paul Simon-cover)
2. "The Rain Has Got to Fall"
3. "Our Last Swim in the Ocean"
4. "Friday Night at the Drive-In Bingo"
5. "A Postcard to Nina"
6. "Shirin"
7. "I Am Leaving You Because I Don't Love You"

### Fotnoter
1. ↑  ”Kalendervägen 113.D”. Discogs.com. http://www.discogs.com/Jens-Lekman-Night-Falls-Over-Kortedala/release/1063362. Läst 12 april 2012.